# Az elveszett Jézus-videó nyomában
Az elveszett Jézus-videó nyomában (eredeti cím: Das Jesus Video) 2002-ben bemutatott német kalandfilm, amely Andreas Eschbach regénye alapján készült, de attól nagymértékben eltér.

## Cselekmény
|  | Alább a cselekmény részletei következnek! |

Egy izraeli archeológiai ásatáson Steffen Vogt véletlenül felfedezi egy férfi csontvázát, akinek a korát a vizsgálatok alapján 2000 évesre becsülik. Legnagyobb meglepetésükre azonban a maradványon a kora ellenére modern orvosi beavatkozások - például amalgám fogtömés és rozsdamentes titáncsavar - nyomait fedezik fel. A csontváz mellett találnak egy levelet, továbbá egy kézikönyvet, amely egy a jövőben piacra bocsátandó Sony videokamerához tartozik.
Steffen véleménye szerint egy időutazót találtak de a kollégái és Wilford professzor ezt képtelen ötletnek tartják. John Kaunnak, az ásatás finanszírozójának és vezetőjének a titokzatos viselkedését látva, Steffen saját nyomozásba kezd a kamera után. A levélben található jegyzetek alapján biztos benne, hogy az időutazó lefilmezte Jézus Krisztust. Mivel a videó esetleges létezése a katolikus egyházat alapjaiban veszélyeztetheti, a Lukánusok nevü konzervatív vatikáni szakadár csoport Scarfaro vezetésével minden eszközt bevet, hogy a videó utáni kutatást megakadályozza.
Steffent tetten érik, amikor titokban megpróbálja ellopni a levél másolatát a jeruzsálemi Egyetemről majd üldözőbe veszik. A támadók ellopják a levél második részét, megölik Steffen barátját és ellehetetlenítik, hogy elhagyja Izraelt. Menekülés közben Steffen összetalálkozik Sharonnal, akit az ásatáson ismert meg és akibe beleszeret. Sharon és a párja Yehoshua elhatározzák, hogy segítenek neki. Yehoshuának egy laborban sikerül a levél lenyomatát láthatóvá tennie, azonban a kamera lelőhelye helyett csak egy L15,4U feliratot találnak.
Mialatt Sharon és Yehoshua egy Bar-micvó ünnepségen vesznek részt, Scarfaros emberei rajtaütés szerveznek a lakásukban és elrabolják Steffent, aki azonban a megkínzása ellenére sem árul el nekik semmit. Mikor a Lukánusok a sivatagban megpróbálnak megszabadulni tőle sikerül megszöknie és visszatérnie a barátaihoz. Hamarosan rájönnek, hogy a videó a Siratófal alatt 20 méter mélyen lehet elrejtve.
Kaun és az emberei szintén megjelennek, hogy a fal alatti talajrétegeket megvizsgálják. Steffen és a barátai ellopják Kaun felszerelését és a fegyvereit is. Később, a Negev-sivatagban foglyul ejtik magát Kaunt is, aki azonban barátságosan viselkedik velük és egy videót mutat nekik egy 4 másodperces időutazásról. Steffen ekkor rájön, hogy a Kaun nem akarja megakadályozni a videó megtalálását.
Ezt követően Kaunt egyedül hagyják a sivatagban majd visszatérnek Jeruzsálembe. Itt segítséget kérnek Wilford professzortól, aki elmagyarázza nekik, hogy 30 évvel korábban egy ásatáson már talált bizonyítékot - egy JK Enmterprises felirattal ellátott golyóstollat, ami akkor még nem létezett - egy lehetséges időutazásra.
Mesél nekik a Jeruzsálem alatti alagútrendszerről, ami jelenleg vízzel el van árasztva. Mivel egyedül Steffennek van tapasztalata búvárkodásban ő merül le.
Mielőtt Wilford professzor a térképet az alagútrendszerről átadná, az asszisztense Roland, aki szintén a Lukánus rend tagja, megöli őt. Mialatt Steffen a kamerát keresi, Roland rájuk támad és életveszélyesen megsebesíti Yehoshuát, aki később belehal sérüléseibe. Az alagútrendszerben a kamerát nem sikerül megtalálni, de Steffen és Sharon úgy döntenek, hogy folytatják a keresést. Egy könyvtárban találnak egy utalást egy régi történetre, amely egy "tükörről" szól
, amiben Jézus látható. Az is kiderül, hogy ezt a "tükröt" egy örmény szerzetesrend több száz évvel később megtalálta. A nyomokat követve eljutnak egy kolostorba, ahol a Lukánusok egy túlélő kivételével mindenkit lemészároltak. Az egyetlen túlélő megmutatja nekik a titkos kamrát, ahol a videókamera van.
Mikor megpróbálják a kamerával elhagyni a kolostort a Lukánus rend tagjai helikopterekkel üldözőbe veszik őket. Az üldözést követően Steffent elkapják, Sharont pedig lelövik. A videó megtekintése közben Steffen legnagyobb meglepetésre saját magát és Sharont látja Jézus Krisztus holtteste mellett.
Hirtelen megjelenik az izraeli hadsereg, akiket Kaun informált és felszólítják a Lukánusokat, hogy adják meg magukat. Scarfarro azonban megpróbálja megölni Steffent de ekkor Kaun lelövi őt. A lövöldözésben a helikopter felrobban ezáltal maga a videó is megsemmisül. Mivel az egyik időutazó Sharon lesz, Steffen biztos benne, hogy még életben van és az orvosoknak minden reményük ellenére is sikerül visszahozni őt az életbe.
Ezt követően Kaun egy névjegykártyát nyújt át Steffennek, ha esetleg a jövőben részt szeretne venni egy időutazással kapcsolatos kísérletben. Noha Steffen habozik, hogy elvállalja-e, Kaun azonban már tudja mi lesz a válasz.

## Szereplők
- Matthias Koeberlin: Steffen
- Naike Rivelli: Sharon
- Frank Scharl: Ryan
- Mario Holetzeck: Dan
- Hans Diehl: Scarfaro
- Heinrich Giskes: Professor Wilfort
- Dietrich Hollinderbäumer: John Kaun
- Manou Lubowski: Yehoshua
- Robinson Reichel: Roland
- Pierre Semmler: Christopher

## Fordítás
- Ez a szócikk részben vagy egészben  a   Das Jesus Video (Film) című német Wikipédia-szócikk fordításán alapul.  Az eredeti cikk szerkesztőit annak laptörténete sorolja fel. Ez a jelzés csupán a megfogalmazás eredetét és a szerzői jogokat jelzi, nem szolgál a cikkben szereplő információk forrásmegjelöléseként.